# Ħ
Ħ، ħ و H ِ سرکش‌دار یکی از حروف الفبای لاتین است. در زبان مالتی از آن برای نشان دادن آوای ح بهره‌می‌برند. از ħ نیز در الفبای بین‌المللی آوانگاری برای نشان دادن همین آوا مورد استفاده قرار می‌دهند.

## دیگر کاربردها
در فیزیک کوانتومی از ℏ (با تلفظ h-bar) برای نشان‌دادن ثابت پلانک بهره می‌برند.